# Rettelkirchspitze
Rettelkirchspitze är ett berg i Österrike.   Det ligger i distriktet Murau och förbundslandet Steiermark, i den centrala delen av landet, 200 km sydväst om huvudstaden Wien. Toppen på Rettelkirchspitze är 2 186 meter över havet.
Terrängen runt Rettelkirchspitze är bergig åt sydost, men åt nordväst är den kuperad. Runt Rettelkirchspitze är det ganska glesbefolkat, med 22 invånare per kvadratkilometer.. Närmaste större samhälle är Murau, 17,6 km söder om Rettelkirchspitze. 
Trakten runt Rettelkirchspitze består i huvudsak av gräsmarker.